# Гервазиев, Виктор Борисович
Ви́ктор Бори́сович Гервазиев (15 августа 1929, Константиновка, Донецкая область — 24 декабря 2021, Барнаул) — советский и российский хирург, педагог, учёный. Доктор медицинских наук (1974), профессор (1977).

## Биография
Родился 15 августа 1929 года в семье рабочих Бориса Александровича и Таисии Никаноровны. Виктор Борисович с отличием окончил медицинский институт в Черновцах в 1951 году. Специализировался на хирургии. В 1955 году окончил клиническую ординатуру по общей хирургии. С 1954 по 1960 год работал ассистентом медицинского института. В 1958 году защитил кандидатскую диссертацию на тему «Экспериментальные материалы к вопросу о роли нервной системы в патогенезе хирургического сепсиса». В 1960 году переехал в Барнаул, где устроился ассистентом в Алтайский государственный медицинский институт. С 1962 года доцент. С 1968 года профессор. В 1970 году защитил докторскую диссертацию на тему «Вопросы патогенеза и хирургического лечения облитерирующих заболеваний артерий нижних конечностей». С 1970 года по 1974 год проректор по научной работе АГМИ. В 1975—1977 гг. секретарь парткома института. С 1971 года по 1999 год заведующий кафедрой госпитальной хирургии. С 1979 по 1988 г. — ректор АГМИ им. Ленинского комсомола. Хирург высшей категории. Участвовал в создании в Алтайском крае центра сосудистой хирургии. Подготовил 17 кандидатов и 5 докторов наук. Автор 18 патентов. Является создателем технологий сохранения органов при проведении операций на брюшной полости при лечении различных сосудистых заболеваний. Исследовал ряд осложнений, сопутствующих хирургическим вмешательствам. Член Нью-Йоркской академии наук (1997), член-корреспондент РАЕ, председатель Барнаульского регионального отделения РАЕ. В 1998 году был инициатором создания Клуба профессоров Алтая. Избирался депутатом Барнаульской городской Думы, был членом Барнаульского горисполкома[когда?]. Увлекается туризмом, фотографией, шахматами. 10 июля 1955 года женился на Ирине Дмитриевне Ловле (развелись в 1962 году). У них 1 ребёнок — сын Дмитрий, врач-терапевт, доцент, кандидат медицинских наук. 15 июля 1965 года женился на Нелли Ивановне Леонтьевой, у них родился 1 ребёнок — сын Юрий, биолог, кандидат биологических наук.

## Научные труды
Опубликовал более 200 научных работ.

### Монографии
1. Гервазиев В. Б., Лубянский В. Г., Аргучинский И. В. Органосохраняющая хирургия дуоденальной язвы. — Барнаул: АГМУ, 2002. — 96 с.
2. Гервазиев В. Б., Лубянский В. Г. Чревный нейроишемический болевой синдром. — Иркутск: Изд-во Иркут. ун-та, 1988. — 127 с. — 5000 экз. — ISBN 5-7430-0050-6.
3. Гервазиев В. Б., Перфильев А. П., Флат И. М., Быков В. М. Артериальная система и микроциркуляция в нижних конечностях: В норме и при облитерирующих заболеваниях. — Барнаул: Алт. кн. изд-во, 1980. — 176 с. — 1000 экз.
4. Голубева В.А., Макеева З.К., Гервазиев В. Б., Кац С.А. Пособие к практическим занятиям по общей хирургии. — Черновцы, 1961. — 151 с.

### Статьи
Ниже приведён перечень статей с наибольшим числом цитирований согласно elibrary.ru.
- Гервазиев В. Б., Лубянский В. Г., Макаров В. А. Анастомозит после резекции желудка по Бильрот-II с поперечным гастроэнтеростенозом // Вестник хирургии имени И. И. Грекова. — 1992. — Т. 148, № 2. — С. 221—225.
- Ромашин С. О., Куликов В. П., Гервазиев В. Б., Лубянский В. Г. Диагностика экстравазальной компрессии чревного ствола методом дуплексного сканирования // Ангиология и сосудистая хирургия. — 1999. — Т. 5, № 3. — С. 25—32.
- Карпенко А. А., Гервазиев В. Б., Баркаган З. С., Цывкина Л. П. Особенности течения флеботромбоза и тромбоэмболии легочных артерий у больных тромбофилиями // Ангиология и сосудистая хирургия. — 2007. — Т. 13, № 1. — С. 59—64.
- Гервазиев В. Б., Колобова О. И. Особенности ортостатической венозной гемодинамики нижних конечностей у здоровых и больных варикозной болезнью по данным дуплексного сканирования // Ангиология и сосудистая хирургия. — 2003. — Т. 9, № 3. — С. 47—52.

## Награды и почётные звания
- Орден «Знак Почёта»
- Орден Октябрьской Революции
- Заслуженный деятель науки Российской Федерации (1996)
- Заслуженный врач Российской Федерации
- Значок «Отличнику здравоохранения» (СССР)[3]
- Почётный профессор АГМУ (1999)[7]
- Почетная Грамота Администрации Алтайского края (1999)[2].